# Apanteles cecidiptae
Apanteles cecidiptae är en stekelart som först beskrevs av Juan Brèthes 1916.  Apanteles cecidiptae ingår i släktet Apanteles och familjen bracksteklar. Inga underarter finns listade i Catalogue of Life.